# Куртамышский уезд
Куртамышский уезд — административная единица Челябинской губернии РСФСР, существовавшая в 1919—1923 годах. В настоящее время вся территория Куртамышского уезда входит в состав Курганской области.

## География
Куртамышский уезд граничил:
- на западе и севере — с Челябинским уездом Челябинской губернии
- на востоке — с Курганским уездом Челябинской губернии
- на юге — с Кустанайским уездом Челябинской губернии (с ноября 1920 года Кустанайский уезд в Оренбургско-Тургайской губернии, с 1921 года — в Кустанайской губернии).

## История
Постановлением Челябинского горуездного исполкома от 30 декабря 1919 года образован Куртамышский район (на правах уезда), с начала 1921 года — уезд.
Постановлением ВЦИК от 11 ноября 1921 года Куртамышский уезд утвержден в составе Челябинской губернии с центром в городе Куртамыше из волостей и части Войсковой территории Оренбургского казачьего войска, бывших в Челябинском уезде. Список волостей: Березовская, Гагаринская, Долговская, Закомалдинская, Заманиловская, Каминская, Косолаповская, Костылевская, Косулинская, Куртамышская, Нижневская, Ново-Кочердыкская, Обанинская, Половинская, Становская, Чернореченская, Юговская. Войсковая территория: Звериноголовский станичный юрт (станицы Звериноголовская, Озернинская и Прорывная) и Усть-Уйский станичный юрт (станицы Кочердыкская, Луговская и Усть-Уйская).
На основании постановления ВЦИК от 14 февраля 1923 года Куртамышский уезд упразднён с 1 января 1923 года, волости возвращены в состав Челябинского уезда Челябинской губернии.

## Экономика
23 февраля по 17 марта 1920 года в уезде было собрано хлеба по развёрстке 607287 пудов. К 1 августа это число увеличилось до 1997749 пудов, а к 1 октября — до 2169675 пудов. Постановлением упродкома от 2 марта 1920 года все хозяйства Куртамышского уезда облагались с каждой дойной коровы по 35 фунтов масла в год.
К концу января 1921 года недовольство крестьян и казаков в южных волостях Куртамышского уезда вылилось вначале в стихийное, а потом и организованное сопротивление существующей власти (Западно-Сибирское восстание (1921—1922)). На территории от станицы Кочердыкская до села Глядянское начал действовать отряд под командованием вахмистра Землина и прапорщика Рогожникова. Используя лозунг «За власть Советов, но без коммунистов», удалось собрать большой отряд. Другим лозунгом был «Долой продразвёрстку». Идущие хлебные обозы в Курган повстанцы направляли назад, заявляя при этом, что Землин отменил всякую продразвёрстку и освободил хлебопашцев от сдачи хлеба большевикам.
Приказом № 9 от 19 февраля 1921 года Куртамышский уезд был объявлен на военном положении. В начале марта в станицах Войсковой территории Оренбургского казачьего войска было арестовано и в качестве заложников заключено в тюрьму более 200 человек. Согласно приказу № 4 от 2 марта 1921 года уполномоченного по проведению военного положения, уездного комиссара Матвеева, предполагалось за каждого убитого коммуниста или советского работника, в тех станицах, где такое произойдёт, расстреливать по десять заложников, взятых из этих станиц. В начале марта 1921 года Землин и Рогожников убиты, их отряд прекратил существование.
В 1921 году в Куртамышском уезде ревтрибуналом был осужден весь Совет станицы Озернинской, за то, что «не предприняли никаких мер к ознакомлению населения с приказами продорганов, не провели подготовительной работы».
К середине лета 1921 года выяснилось, что с десятины пашни будет намолочено хлеба в уезде примерно от 20-ти фунтов до 2-х пудов. А это означало, что при средней урожайности пшеницы в нормальные годы от 30 до 40 пудов с десятины, куртамышские крестьяне останутся практически на целый год без хлеба. В результате голода 1922 года, из 22 тыс. лошадей, оставшихся после Гражданской войны и продразвёрстки, в Куртамышском уезде осталось не более 8,5 тысяч. Это говорит о том, что никакой другой домашней живности в большинстве крестьянских дворах не осталось. В 1922 году в волостях Куртамышского уезда по причине голода ушло из жизни свыше 7500 человек. Столько же человек были вынуждены покинуть Куртамышский уезд, уехав в поисках пропитания в соседние губернии.

## Пресса
С 20 марта 1920 года в Куртамыше в помещении бывшего магазина Скрябина начала выходить первая еженедельная газета райкомов РКП(б) и РКСМ «Голос крестьянина и рабочего» тиражом 1000 экземпляров. С мая 1921 года газета получила новое название «Роста». Редактором второй газеты был Жеглов, помощником Саустин.

## Руководители
- Секретарь Куртамышского укома РКП(б) — В. М. Внуков
- Председатель ревкома — П. И. Капустин
- Начальник куртамышского продотряда — И. А. Курочкин

В некоторых волостях Куртамышского уезда на выборах в Советы крестьяне отклоняли списки коммунистов.